# Chiesa di San Francesco di Paola (Taranto)
La chiesa di San Francesco di Paola è una chiesa situata nel Borgo Umbertino della città e vi è annesso l'omonimo convento.

## Storia
I frati minimi giunsero a Taranto il 24 luglio 1530 richiamati dall'arcivescovo Antonio Sanseverino. Inizialmente, occuparono il tempio di Santa Maria delle Grazie. Nel 1623 cominciò la costruzione dell'attuale chiesa dedicata a san Francesco di Paola per iniziativa del cavaliere di Malta fra' Ludovico Montefuscoli e col concorso economico della gente di mare di Taranto. La chiesa fu notevolmente danneggiata nel 1743 dal tremendo terremonto d'oriente.
Il convento fu ripetutamente soppresso prima sotto il regno di Gioacchino Murat e dopo per effetto della repressione risorgimentale degli ordini religiosi nel 1865.
I frati minimi tornarono nella loro chiesa nel 1893 e due anni dopo nel 1895 fu istituita la Confraternita di santa Maria di Piedigrotta e dei santi Gennaro e Catello formata dagli appartenenti alle maestranze arsenalizie di origine campana che vollero riunirsi in confraternita aperta a tutti i tarantini.
Nel 1956 fu eretta la nuova facciata del tempio in sostituzione della precedente.
La chiesa è meta di pellegrinaggio dei devoti del santo calabrese e soprattutto è nota in quanto offre ospitalità per la pausa della processione dei Sacri misteri durante la Settimana santa.